# Monts du Zab
Monts du Zab är en bergskedja i Algeriet.   Den ligger i provinsen M'Sila, i den norra delen av landet, 270 km sydost om huvudstaden Alger.